# گولدلوند
گولدلوند (به آلمانی: Goldelund) یک شهر در آلمان است که در نوردفرایسلند واقع شده‌است. گولدلوند ۳۹۲ نفر جمعیت دارد.